# Gideon Fell
Gideon Fell è un personaggio immaginario, creato dallo scrittore John Dickson Carr, protagonista di ventitré romanzi gialli, pubblicati fra il 1933 e il 1967, nonché di alcuni racconti brevi e drammi radiofonici.
Sia per il fisico sia per temperamento Fell presenta diverse somiglianze con lo scrittore Gilbert Keith Chesterton, che ne è stato la principale fonte di ispirazione.

## Il personaggio
Fisicamente Fell è alto e massiccio; ha una folta chioma di capelli quasi completamente grigi, baffoni imponenti, voce tonante. Indossa spesso un mantello e un cappellaccio dalla tesa larga e porta occhiali legati con un nastro nero; nei primi romanzi cammina appoggiandosi a due bastoni, ma successivamente ne utilizzerà soltanto uno. Soffre di asma che gli causa spesso respiro affannoso. Come accade a diversi personaggi di fantasia, non sembra invecchiare: ha circa sessant'anni quando fa il suo esordio nei primi anni trenta e dimostra all'incirca la stessa età nei romanzi ambientati a metà degli anni sessanta. In una nota biografica scritta per l'antologia Four and Twenty Bloodhounds nel 1950, Carr afferma che Fell è nato a Stavely Manor, Garth, Lincolnshire, nel 1884, secondo figlio di Sir Digby e Lady Fell. Ha studiato a Eton e ha lauree conseguite a Oxford, Harvard ed Edimburgo. È dottore in filosofia e lettere e viene spesso chiamato semplicemente "Dottor Fell". L'investigatore è Cavaliere di Gran Croce della Legion d'Onore francese e membro della Royal Historical Society. Fell è inoltre socio di alcuni prestigiosi club londinesi, tra i quali il Savage, il Garrick e il Detection Club (tutti circoli ai quali apparteneva il suo autore, Carr).
Nel primo romanzo, Il cantuccio della strega, viene descritto come un lessicografo in pensione. Nei romanzi successivi si apprende che ha iniziato la sua carriera come maestro di scuola, è stato docente universitario e ha insegnato anche in un'università americana, nel college di Haverford, ha lavorato per il controspionaggio inglese nella prima guerra mondiale e, andato in pensione, ha intrapreso la stesura di una monumentale opera dal titolo Usi e costumi riguardanti il bere in Inghilterra dalle origini ai giorni nostri, pubblicata infine nel 1946 da una casa editrice dal suggestivo nome di Crippen & Wainwright.
Così riflette un personaggio quando viene a conoscenza dei rapporti di Fell con la polizia:
(John Dickson Carr, Il cappellaio matto)
Il suo carattere è espansivo ed esuberante. Fell è irruente, gioviale, spesso pronto allo scherzo e a fare baldoria, grande bevitore di birra. Per la sua capacità di mettere la gente di buon umore viene spesso paragonato a Babbo Natale o al personaggio del folklore inglese Re Cole:
(John Dickson Carr, Destare i morti)
(John Dickson Carr, Le tre bare)
Fell è solito prorompere in esclamazioni e interiezioni tipiche, come "Ahà!", "Harrumph!" e soprattutto "Arconti di Atene!" Conosce molto bene il latino e fa spesso citazioni in quella lingua. È sposato, ma sua moglie appare solo di sfuggita nei primi romanzi e in quelli del dopoguerra scomparirà del tutto:
(John Dickson Carr, Il cantuccio della strega)
Il metodo di Fell si potrebbe definire intuitivo. Non è un investigatore scientifico, né un osservatore di minuti dettagli. I problemi "impossibili" che spesso si trova ad affrontare vengono risolti quasi sempre grazie al buon senso e alla logica, più che a metodi di indagine particolarmente esoterici. La sua esperienza di docente gli è spesso di aiuto:
(John Dickson Carr, Occhiali neri)
Il dottore ha anche una forte antipatia per la matematica e i matematici. Quando per un breve periodo, dopo la lettura del testo del famoso criminologo Hans Gross, si diletta di esperimenti scientifici, i risultati non sono entusiasmanti:
(John Dickson Carr, Il cantuccio della strega)
(John Dickson Carr, Le tre bare)
Fell ha l'abitudine di tenere conferenze su argomenti inerenti al crimine e il romanzo poliziesco. La più famosa è la conferenza sulla stanza chiusa a chiave contenuta nel capitolo 17 del romanzo Le tre bare, dove il dottore analizza tutti i possibili metodi di commettere omicidi all'interno di stanze sigillate, portando numerosi esempi tratti dalla letteratura poliziesca. Nel suo discorso Fell abbatte la quarta parete e si rivolge direttamente ai lettori:
"Perché" rispose il dottore, tranquillamente, "siamo in una storia poliziesca e non dobbiamo ingannare il lettore fingendo di non esserci. Non dobbiamo inventare scuse elaborate per tirar dentro una discussione sui racconti polizieschi. Occupiamoci beatamente della più esaltante missione concessa ai personaggi di un libro.»
(John Dickson Carr, Le tre bare)
Il dottore ha un concetto molto personale dell'etica e della giustizia, e in più di una occasione si prende la libertà di impedire l'arresto di un assassino che egli non giudica moralmente colpevole, oppure di favorirne la fuga:
(John Dickson Carr, Gideon Fell e il caso dei suicidi)
Nei primi romanzi Fell vive a Chatterham, un'immaginaria località del Lincolnshire dove è ambientato Il cantuccio della strega. In L'orologio della morte si dice che Fell, dopo la conclusione della storia, si trasferisce a Londra in qualità di consigliere di Scotland Yard e in Delitto a bordo, Le tre bare, Delitti da mille e una notte e Destare i morti Fell abita al numero 1 di Adelphi Terrace, a Londra. L'Adelphi Building, un edificio storico del 1772, venne demolito nel 1936. L'autore dovette giocoforza far traslocare il dottore, che nel romanzo Gideon Fell e la gabbia mortale risulta residente al n. 13 di Round Pond Place, nella zona di Hampstead. Nel racconto La camera chiusa del 1940 Fell abita in una casa nel quartiere di Chelsea.

## Romanzi
1. 1933 Il cantuccio della strega (Hag's Nook )
2. 1933 Il cappellaio matto (The Mad Hatter Mystery)
3. 1934 Otto di spade (Eight of Swords)
4. 1934 Delitto a bordo (The Blind Barber)
5. 1935 L'orologio della morte (Death Watch)
6. 1935 Le tre bare (The Three Coffins (edizione americana) o The Hollow Man (edizione inglese))
7. 1936 Delitti da mille e una notte (The Arabian Nights Murder o Arabian Nights Mystery)
8. 1937 Destare i morti (To Wake the Dead)
9. 1938 L'automa (The Crooked Hinge)
10. 1939 Occhiali neri (The Problem of the Green Capsule (edizione americana) o The Black Spectacles (edizione inglese))
11. 1939 Gideon Fell e la gabbia mortale (The Problem of the Wire Cage)
12. 1940 Fantasma Party (The Man Who Could Not Shudder)
13. 1941 Gideon Fell e il caso dei suicidi (The Case of the Constant Suicides)
14. 1941 Il giudice è accusato (Death Turns the Tables (edizione americana) o The Seat of the Scornful (edizione inglese))
15. 1944 Un colpo di fucile (Till Death Do Us Part)
16. 1946 Il terrore che mormora (He Who Whispers)
17. 1947 La sfinge dormiente (The Sleeping Sphinx)
18. 1949 Una croce era il segnale (Below Suspicion)
19. 1958 È un reato, dottor Fell! (The Dead Man's Knock)
20. 1960 E adesso dr. Fell? o Rombi di tuono per il dottor Fell (In Spite of Thunder)
21. 1965 Lo spettro e il dottor Fell (The House at Satan's Elbow)
22. 1966 Gideon Fell: panico a teatro (Panic in Box C)
23. 1967 Tutto bene, dottor Fell (Dark of the Moon)

## Racconti
- 1936 Il problema sbagliato (The Wrong Problem)
- 1939 Tre proverbi per un delitto (The Proverbial Murder)
- 1940 La camera chiusa (The Locked Room)
- 1940 Ospiti di passaggio (A Guest in the House)
- 1957 Mani invisibili (King Arthur's Chair)

## Radiodrammi
- 1940 Who Killed Matthew Corbin? (inedito in Italia)
- 1940 L'attimo oscuro (The Black Minute)
- 1940 Il diavolo nel padiglione (The Devil in the Summerhouse)
- 1943 Il boia non aspetta (The Hangman Won't Wait)
- 1943 I morti hanno il sonno leggero (The Dead Sleep Lightly)

## Personaggi fissi
Ci sono diversi personaggi ricorrenti nei romanzi con Fell come protagonista, ma nessuno appare in tutti. Il comprimario più spesso presente è l'ispettore capo Hadley.
- Ispettore capo (in seguito Sovrintendente) David Hadley: appare nel secondo romanzo della serie, Il cappellaio matto. È un amico di vecchia data del dottor Fell ed è il personaggio che ricorre con maggiore frequenza.

(John Dickson Carr, Il cappellaio matto)
In L'orologio della morte, ambientato nel 1932, Hadley afferma di avere alle spalle trentacinque anni di carriera nella polizia. Il caso di questo libro dovrebbe essere per lui l'ultimo prima del collocamento a riposo, ma in seguito agli eventi narrati nel romanzo Hadley non andrà in pensione e verrà invece promosso sovrintendente.

Hadley figura spesso nei romanzi pubblicati prima della guerra, ma in seguito farà apparizioni via via più sporadiche e marginali, per poi scomparire del tutto.
- Ted (o Tad) Rampole: giovane neolaureato di New York, è il primo di un lungo elenco di personaggi dello stesso tipo che ricorre nella serie; si tratta di uomini giovani (fra i 25 e i 35 anni) attraverso il cui punto di vista viene di solito presentata la storia (pur non essendo narratori in prima persona) e che spesso sono protagonisti dell'aspetto romantico della trama. Rampole è un allievo del professor Melson, un amico di Fell che sarà co-protagonista in L'orologio della morte. Compare nei primi due romanzi della serie; al termine del primo, Il cantuccio della strega, sposa Dorothy Starberth, la sorella della vittima, che è presente come sua moglie nel romanzo successivo Il cappellaio matto. I coniugi Rampole compaiono anche nel romanzo Le tre bare.

Altri personaggi appartenenti a questa tipologia sono ad esempio Brian Page in L'automa, Christopher Kent in Destare i morti, Dick Markham in Un colpo di fucile, Miles Hammond in Il terrore che mormora. Bob Morrison in Fantasma Party è un'eccezione in quanto anche narratore in prima persona. Nessuno di essi compare in più di un romanzo.
- Ispettore Andrew MacAndrew Elliot: giovane ispettore di Scotland Yard, appare per la prima volta nel romanzo L'automa. Scozzese, nato a Glasgow, è serio e posato ma dotato della tipica immaginazione celtica. Nel romanzo Occhiali neri si innamora di una ragazza sospettata di omicidio e pensa perciò di dover rinunciare al caso. Elliot compare anche in Fantasma Party, scritto dopo gli altri due ma ambientato cronologicamente prima. Meno indipendente di Hadley, è evidente il suo rapporto di allievo nei confronti del "maestro" Fell.
- Henry Morgan: scrittore di romanzi polizieschi, appare nei romanzi Otto di spade e Delitto a bordo. Occhialuto e dall'aspetto serio, ma dotato di immaginazione brillante, non prende troppo sul serio il proprio mestiere.

## Film e televisione
Nel Regno Unito la BBC mandò in onda nel 1956, per il programma Sunday Night Theatre, The Seat of the Scornful, un adattamento del romanzo Il giudice è accusato, con Finlay Currie nel ruolo del dottor Fell.
In Italia, nel 1982, la RAI ha mandato in onda uno sceneggiato diretto da Daniele D'Anza, dal titolo Tre colpi di fucile, tratto dal romanzo Un colpo di fucile.  Il ruolo del dottor Fell era interpretato da Giampiero Albertini. Il cast comprendeva altri attori noti come Mariano Rigillo e Alberto Lupo.
In Argentina, nel 1961, un canale televisivo ha trasmesso uno sceneggiato in tre puntate dal titolo Los suicidios constantes, tratto dal romanzo Gideon Fell e il caso dei suicidi. Il ruolo del dottor Fell era interpretato dall'attore uruguaiano Walter Vidarte.

## Radio
Nel 1959 la BBC produsse un adattamento radiofonico del romanzo Le tre bare, con Norman Shelley nel ruolo del dottor Fell.
Nel 1997 la BBC ha mandato in onda una serie di adattamenti radiofonici tratti dai romanzi Le tre bare, Un colpo di fucile, Destare i morti, Il terrore che mormora, Una croce era il segnale, Il cappellaio matto, Delitto a bordo e Occhiali neri. La regia era di Enyd Williams, con Donald Sinden nel ruolo di Gideon Fell e John Hartley in quello del sovrintendente Hadley.